# Klappholttal
Als Klappholttal (friesisch (frasch): Klapholtdääl, dänisch: Klapholtdal) bezeichnete man ursprünglich ein Dünental nördlich von Kampen auf der Nordsee-Insel Sylt an einer Stelle, an der die Insel etwa einen Kilometer breit ist. Heute befindet sich dort die gleichnamige Akademie am Meer, das Nordseeheim Klappholttal, eine staatlich anerkannte Volkshochschule als Heimvolkshochschule. In der Nähe befindet sich auch das Jugendseeheim des Landkreises Kassel.
Der Name Klappholttal stammt aus dem Friesischen und bedeutet wörtlich übersetzt „Klappholz‑Tal“. Klappholz ist das durch Wind und Wetter „zusammengeklappte“, krumm wachsende, teilweise als Dickicht imponierende Nadel-Unterholz. Es ist ausgesprochen malerisch und bietet künstlerischen Bestrebungen reichen Gegenstand.

## Geschichte

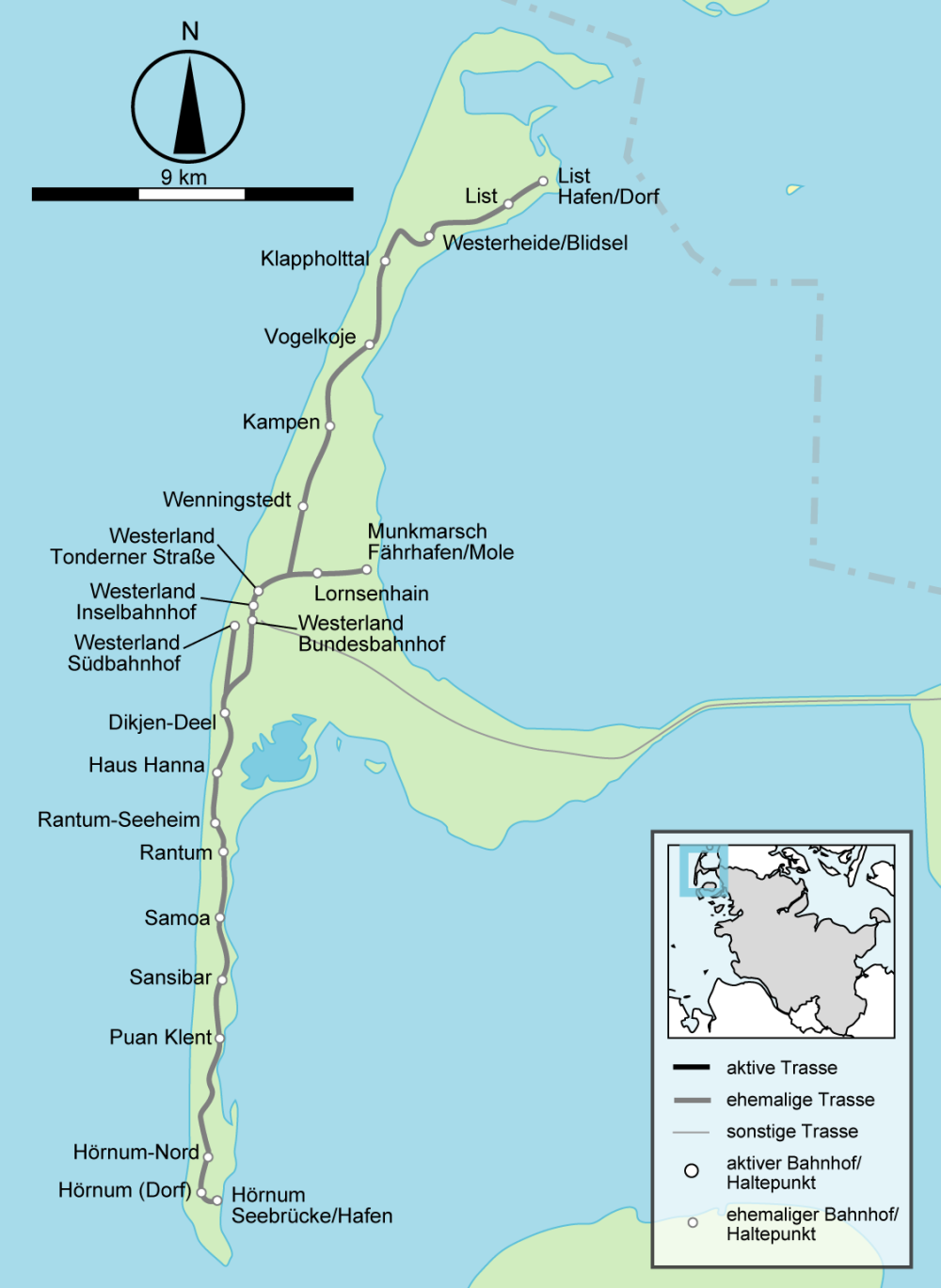
Übersichtskarte der früheren Sylter Inselbahn, Haltepunkt Klappholttal ist der viertletzte im Norden

Erste Bebauung: Bereits 1908 ist beim H.P. Klappholttal (Haltepunkt der Inselbahn) ein Schuppen notiert (ebenso im etwas südlicher liegenden eigentlichen Klappholttal).
Während des Ersten Weltkrieges entstanden in den Sylter Küstendünen mehrere abgelegene Stellungen und Lager des deutschen Militärs. Eines davon war das Lager Klappholttal. Dieses Lager diente Soldaten der Inselwache als Quartier.

### Volkshochschule Klappholttal
In der unmittelbaren Nachkriegszeit entstand im Jahr 1919 in den verlassenen, jedoch relativ gut erhaltenen Baracken unter der Leitung des Hamburger Arztes Knud Ahlborn das sogenannte Freideutsche Jugendlager Klappholttal auf Sylt. Hieraus entwickelte sich die heutige Bildungs- und Erholungsstätte.
Bis zum Bau einer Straße 1970 war das Lager ausschließlich zu Fuß auf Dünenpfaden oder durch die 1907 errichtete Nordbahn der Sylter Inselbahn und seit 1958 über einen befestigten Fußweg zu erreichen.
Von 1971 bis 1997 leitete Manfred Wedemeyer die Volkshochschule Klappholttal, seit 1977 Akademie am Meer genannt. Der dritte verantwortliche Leiter innerhalb der einhundertjährigen Geschichte Klappholttals war von 1998 bis 2020 Hartmut Schiller. Der gegenwärtige Akademieleiter ist seit Oktober 2020 Lukas Fendel.
Heute befinden sich in dem 7,5 Hektar umfassenden Dünengebiet zahlreiche kleinere in die Landschaft eingepasste Häuser, die der Unterbringung der Gäste oder als Veranstaltungsräume dienen. Die Einrichtung umfasst neben der Akademie am Meer, einer der ältesten Volkshochschulen in Schleswig-Holstein, auch ein Schullandheim. Bis 2006 existierte außerdem ein Eltern-Kind-Kurheim. Träger der Institution ist der gemeinnützige Verein Nordseeheim Klappholttal e. V.
Im Rahmen der Feierlichkeiten anlässlich des 90-jährigen Bestehens erhielt Klappholttal Würdigung in Klappholttalia, einer Komposition des Bratschisten und Komponisten Gunter Pretzel. Das Opus in vier Sätzen stellt musikalisch die Emotionen der Klappholttaler Gäste von Anreise bis Abreise dar und beinhaltet im vierten Satz einen mehrstimmigen Chorsatz, die eigentliche Ode Klappholttalia. Die Uraufführung erfolgte im August 2009 vor Ort durch das Debussy-Trio München.
2019 feierte die Volkshochschule Klappholttal ihr 100-jähriges Bestehen. Zu diesem Anlass publizierte die Akademie am Meer das Buch 100 Jahre Klappholttal auf Sylt, das im März 2019 im Husum-Verlag erschienen ist.

## Natur
In den Dünen bei Klappholttal wurde in den Jahren zwischen 1893 und 1914 der Versuch unternommen, eine Wanderdüne mit Bergkiefern aufzuforsten und so den Sandflug zu verhindern. War dieser Versuch auch nicht von großem Erfolg gekrönt, so sind jedoch bis heute Reste dieser Bepflanzung erhalten.